# Mika Häkkinen
Mika Pauli Häkkinen (tiếng Phần Lan: [ˈmikɑ ˈhækːinen] ⓘ, sinh ngày 28 tháng 9 năm 1968 tại Vantaa) là một cựu tay đua người Phần Lan. Từ năm 1991 đến 2001, ông đã tham gia Công thức 1 và giành chức vô địch hai lần trong suốt thời gian đó. Sau ba năm nghỉ ngơi, Häkkinen đã tham gia giải đua DTM cho Mercedes-Benz với tư cách là tay đua chính vào năm 2005 trước khi giải nghệ vào cuối năm 2007. Trong Công thức 1, ông là tay đua thành công nhất vào cuối những năm 1990 cùng với đối thủ lâu năm người Đức Michael Schumacher. Cách cư xử của ông được công chúng coi là dè dặt, khiêm tốn và thân thiện. Điều đó khiến ông trở thành một trong những tay đua nổi tiếng nhất, đặc biệt là ở Đức.

## Đầu đời
Häkkinen sinh ra vào ngày 28 tháng 9 năm 1968 ở Helsingin maalaiskunta, Phần Lan. Cha mẹ của ông là Harri, một nhà điều hành đài phát thanh sóng ngắn và một tài xế taxi bán thời gian, và Aila Häkkinen, một cựu thư ký. Ông có một chị gái, Nina. Bà đã điều hành một trang web dành cho người hâm mộ cho ông cho đến khi dừng hoạt động vào năm 1998. Häkkinen sống cùng khu phố với Mika Salo và sau này cả hai trở thành bạn. Khi còn nhỏ, Häkkinen chơi khúc côn cầu trên băng và bóng đá.

## Sự nghiệp

### Công thức 1 (1991-2001)

#### Team Lotus (1991-1992)

##### 1991: Mùa giải đầu tiên trong Công thức 1
Häkkinen đã thực hiện buổi thử nghiệm đầu tiên trên chiếc xe Công thức 1 với đội Benetton. Ông đã lái 90 vòng quanh trường đua Silverstone và lập thời gian nhanh hơn so với tay đua chính Alessandro Nannini. Ông cảm thấy khó ngồi vừa chiếc xe đó nhưng lại thích cảm giác lái và phản ứng chân ga. Mặc dù vậy, ông đã không được mời làm tay đua chính tại Benetton và do vậy quyết định ký hợp đồng với đội Lotus cho mùa giải 1991.
Ra mắt lần đầu tiên tại giải đua ô tô Công thức 1 Hoa Kỳ cùng với Julian Bailey, Häkkinen vượt qua vòng phân hạng ở vị trí thứ 13 và trong cuộc đua ngày sau đó, động cơ trong chiếc xe đua Lotus của ông bị hỏng ở vòng đua 60. Ông đã lấy điểm lần đầu tiên trong sự nghiệp Công thức 1 và lần duy nhất trong mùa giải này khi cán đích vị trí thứ năm ở giải đua ô tô Công thức 1 San Marino. Kết quả của ông sa sút khi ông phải bỏ cuộc liên tiếp trong hai cuộc đua tiếp theo do bị rò rỉ dầu ở Monaco và xoay xe ở Canada. Trước thềm chặng đua ở Canada, Bailey mất chỗ đua tại Lotus do thiếu kinh phí. Do vậy, ông đua cùng hai đồng đội mới là Johnny Herbert và Michael Bartels cho đến hết mùa giải.
Ông kết thúc mùa giải đầu tiên ở vị trí thứ 16 trong bảng xếp hạng các tay đua với 2 điểm.

##### 1992: Mùa giải cuối cùng với Lotus
Häkkinen ở lại Lotus vào năm 1992 với đồng đội Herbert. Tại chặng đua mở màn của mùa giải ở Nam Phi, Häkkinen cán đích ở vị trí thứ chín. Sau đó, ông lấy điểm đầu tiên của mùa giải ở Mexico. Ông tiếp tục về đích ở Brazil nhưng không vượt qua vòng phân hạng ở giải đua ô tô Công thức 1 San Marino và phải bỏ cuộc liên tiếp trong hai cuộc đua tiếp theo. Ở Monaco, Lotus giới thiệu chiếc xe mới của họ với tên gọi Lotus 107. Häkkinen sau đó đã lấy được nhiều điểm liên tiếp trong hai cuộc đua tiếp theo trước khi bỏ cuộc tại giải đua ô tô Công thức 1 Đức do hỏng động cơ. Ông kết thúc mùa giải sau khi về đích ở vị trí thứ bảy ở Úc.
Trong mùa giải này, ông vướng vào một vụ tranh chấp hợp đồng. Mặc dù ông có hợp đồng với Lotus, ông đã chọn Williams để tham gia vào mùa giải tiếp theo. Tuy nhiên, Williams đã không gửi lời mời của họ cho mùa giải 1993 và do vậy ông không thể tham gia. Ông sau đó đã tiếp cận đội đua Équipe Ligier mặc dù hợp đồng của ông có một điều khoản mà người quản lý của ông, nhà vô địch năm 1982, Keke Rosberg không đồng ý. Sau đó, ông đã tiếp cận ông chủ đội McLaren, Ron Dennis, để ký hợp đồng được soạn thảo tại sân bay Courchevel. Cuối cùng thì ban quản lý của Liên đoàn Ô tô Quốc tế (FIA) đã quyết rằng ông đựoc phép tham gia đội McLaren cho mùa giải 1993.